# Stylenite

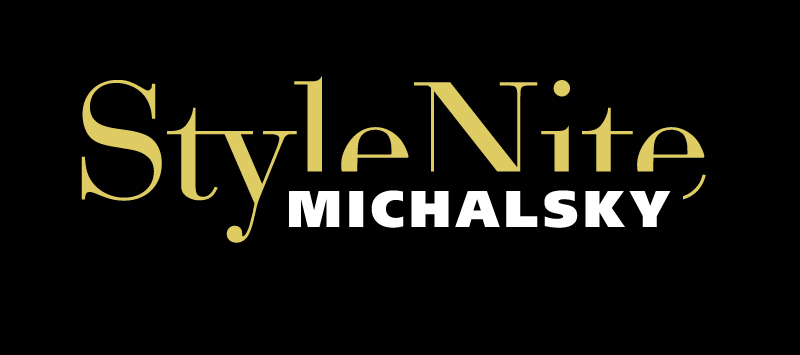
StyleNite-Logo

Die Stylenite (Eigenschreibweise: StyleNite) ist eine kulturelle Veranstaltung des Berliner Designers Michael Michalsky. Sie entstand aus den Michalsky Fashion-Shows und findet zweimal jährlich während der Berlin Fashion Week statt. Seit Januar 2010 läuft die Veranstaltung unter dem Titel StyleNite.
Das Event bricht mit dem Ablauf einer üblichen Modenschau, indem es Aufführungen verschiedener Kunstrichtungen kombiniert. Als inhaltlicher Rahmen der Veranstaltung dient das Thema der jeweiligen Kollektion des Designers Michalsky.

## Veranstaltungskonzept
Michalsky behandelt oft mit seinen Kollektionen ein aktuelles, gesellschaftliches Thema. Diese Themen greift die Stylenite auf. Fester Bestandteil der StyleNite sind die Michalsky-Fashion-Shows. Wechselnde Veranstaltungsorte und Kulissen bilden den Rahmen für die weiteren Aufführungen des Events. Teil des Programms sind regelmäßig musikalische Live-Acts von bekannten oder neu entdeckten Musikern, Showperformances, Filmvorführungen und Fashion-Shows von anderen Modefirmen. Der Abend wird beendet mit einer After-Show-Party. Im März 2011 gab Michalsky bekannt, die kommenden vier StyleNites im Berliner Tempodrom durchzuführen.

## Künstler, Models und Besonderheiten

### Besondere Ereignisse
- 8. Juli 2008: Erster Live-Auftritt von Lady Gaga außerhalb der USA
- 21. Januar 2010: Erster Live-Auftritt der Band Hurts überhaupt
- 9. Juli 2010: Die Opernsängerin Nadja Michael singt die Arie der Medea auf dem Catwalk
- 9. Juli 2010: Exklusive Preview der Friedrichstadt-Palast Revue Yma
- 20. Januar 2011: Die Firma DHL dreht auf dem StyleNite-Catwalk einen TV-Spot für ihre weltweite Werbekampagne
- 21. Januar 2011: Deutschlandpremiere des Disney-Films Tron: Legacy
- 8. Juli 2011: Lichtperformance des Künstlers Gert Hof zum Titel Nothing Else Matters von Metallica
- 25. August 2011: Die Kunstgalerie CONTRIBUTED widmet der MICHALSKY StyleNite eine Ausstellung mit Fotos und Videos von drei Künstlern
- 20. Januar 2012: Der deutsch-französische Fernsehsender Arte dokumentiert die Herbst/Winter 2012 MICHALSKY StyleNite im Rahmen einer 90-minütigen Sendung. Die Dokumentation wurde von Joachim Winterscheidt moderiert und am 21. Januar 2012 um 22.00 Uhr auf ARTE ausgestrahlt
- 12. Juli 2012: Die elektronische Band Blitzkids mvt. sorgt bei der StyleNite mit ihrem Auftritt für Aufsehen.[2]
- Januar 2013: Kurz vor der Stylenite vom Januar 2013 verkündete die Warner Music Group das Erscheinen einer „Stylenite Compilation“ unter dem Titel „Broken Promises“.
- 18. Januar 2013: Während des Live-Auftrittes der Sängerin Femme Schmidt präsentierte Michalsky die von ihm für Disney designten Kleider zum neuen Film Der Zauberer von Oz. Den zweiten Live-Act bestritt die schwedische Pop-Band Icona Pop.

### Stage-Design
Für jede StyleNite entwirft Michalsky ein individuelles Bühnenbild, welches das Thema des Abends interpretiert. So sah man zum Beispiel bei der StyleNite The Great Depression Part II ein abgestürztes Flugzeug in einem Pool und tausende Aktien auf der Bühne.

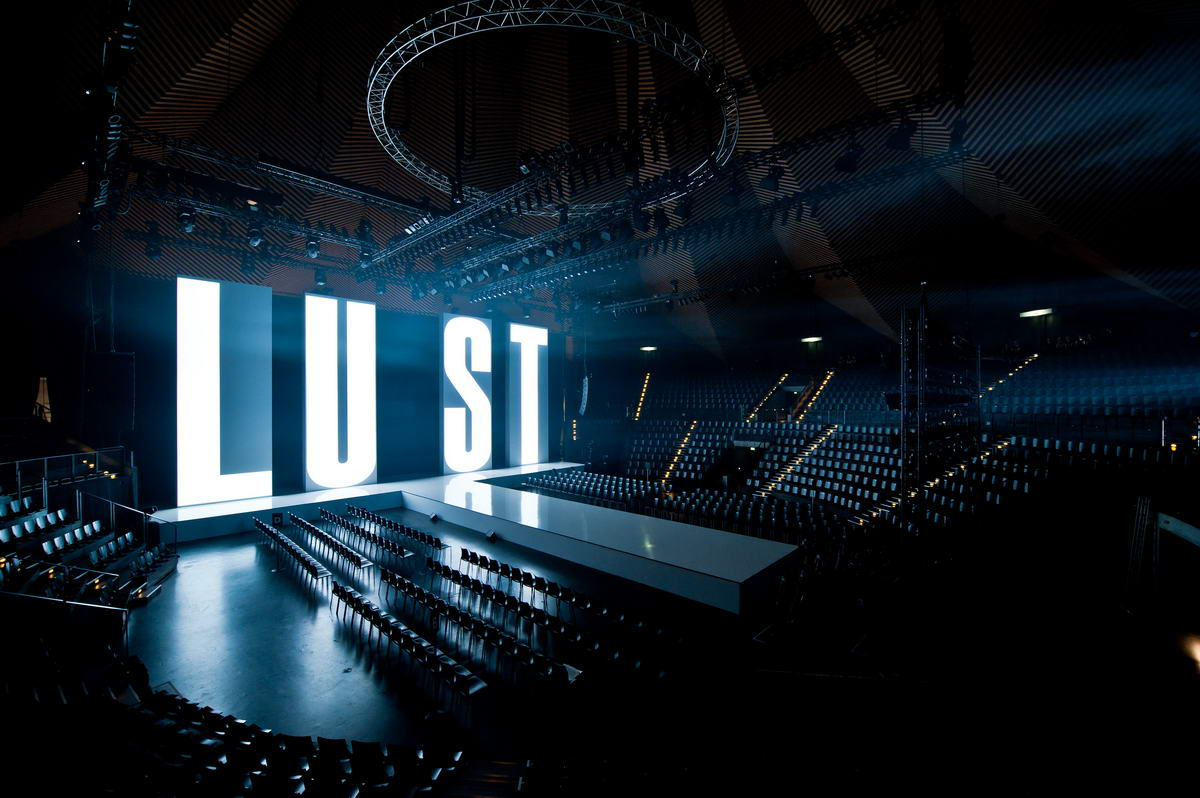
Stage, 1/2012

### Models
Neben berühmten und bereits bekannten Models tauchen auf der StyleNite auch immer wieder neue Gesichter auf. Michalsky ignoriert außerdem die „traditionellen“ Anforderungen an Models in Bezug auf Alter, Herkunft oder Makellosigkeit und lässt auf der StyleNite Models mit Behinderungen genauso auf den Catwalk, wie ältere Models. Das Engagement des behinderten Models Mario Galla auf der StyleNite im Sommer 2010 erzeugte umfangreiches Medienecho. Im Januar 2011 liefen auf der StyleNite die Models Eveline Hall und Pat Cleveland, beide Frauen sind über 60 Jahre alt. Das international bekannte, deutsche Model Toni Garrn gehört zur Stammbesetzung der StyleNite und läuft hier seit Jahren.